# منطقه حفاظت‌شده باشگل
منطقهٔ حفاظت‌شدهٔ باشگل یک منطقهٔ حفاظت‌شده با مساحت ۲۵۴۷۰ هکتار است که در استان قزوین در ایران قرار دارد. این منطقهٔ حفاظت‌شده طبق مصوبهٔ شمارهٔ ۶۵۰ در تاریخ ۱۳۷۵/۱۱/۲۷ در فهرست مناطق تحت حفاظت سازمان محیط زیست ایران قرار گرفت.